# الذنيبة (إربد)
الذنيبة قرية تقع في لواء الرمثا التابع لمحافظة إربد في شمالي الأردن الذي يضم 6 مناطق. يقدر عدد سكانها بـ 4006 نسمة حسب تقدير 2017. تقع إلى الغرب من قرية عمراوة، وإلى الشمال الشرقي من خرجا؛ حيث يفصل بين المنطقتين وادي الشلالة.

## شهداء حرب 1972
تعرضت القرية إلى تهدم منازلها بعد أن سقطت عليها القنابل بعد معركة جوية بين القوات الجوية السورية والصهيونية. أدت هذه القنابل إلى مقتل 15 شخص من سكان القرية. زار الملك حسين القرية وأمر بإعادة إعمارها في فترة لا تتجاوز ست أشهر.

## الوصلات الخارجية
- دائرة الاحصاءات العامة